# A State of Mind (Band)
ASM, auch ASM (a state of mind), ASM – a state of mind, a state of mind oder nur state of mind, sind ein internationales Hip-Hop-Trio. Ihre Musik ist dem Alternative Hip-Hop
zuzuordnen, mit Einflüssen aus verschiedenen anderen Genres wie Reggae, Jazz und Funk. Es besteht aus den Mitgliedern Benjamin Bambach alias Green T bzw. gt Lovecraft aus Kanada, Maik Schindler alias FP oder Funk.E Poet aus Deutschland und dem Beatmaker Adam Simmons alias Rhino bzw. Fade aus England. Die Gruppe steht bei dem französischen Indie-Label Chinese Man Records unter Vertrag. ASM feierten bereits über 600 Liveauftritte in 25 Ländern. Bis auf wenige Ausnahmen, (einzelne Passagen) sind alle Songs der Gruppe auf Englisch.

## Geschichte
Maik Schindler, Adam Simmons und Benjamin Bambach besuchten gemeinsam eine internationale Schule in Frankfurt, wo sie sich trafen und begannen, gemeinsam Musik zu machen. Beeinflusst wurden sie dabei schon früh vom Old-School Hip-Hop.
International in Erscheinung traten ASM zum ersten Mal als Feature auf dem Track Positively Inclined auf Wax Tailors Album Hope & Sorrow, sowie 2009 mit Say Yes ebenfalls als Wax Tailor-Feature, diesmal auf dem Album In the Mood for Life. Im selben Jahr folgte die Single Pre-Emptive Nostalgia, die ASM gemeinsam mit dem britischen Rapper Skrein produzierten.
Im Jahr 2013 schließlich veröffentlichten ASM ihr erstes Solo-Album Platypus Funk, in dem neben Einflüssen aus Musikrichtungen wie Funk und Reggae auch die musikalische Einbindung von Liveinstrumenten in Tracks und bei Bühnenauftritten, die ASM bis heute auszeichnet, auftritt. Noch im selben Jahr erschien das zweite Solo-Album der Gruppe, Crown Yard, in dem u. a. mit Jazz-Themen gearbeitet wird.
2015 veröffentlichten ASM ihren bisher international größten Erfolg, das Album The Jade Amulet, in dem eine fiktive Geschichte erzählt wird, wobei die Rapper der Gruppe Rollen einnehmen. FP vertont den Hauptcharakter Shalim Tan Suo, während Green T als Erzähler durch das Album geleitet. Verschiedene Features wie Liliboy Deluxe, Astrid Engberg, Mighty Diamonds, Mattic und MF DOOM erscheinen als weitere Charaktere. Neben dem Album kreierten ASM im Rahmen des Projektes auch ein eigenes Bier (Belko Brew, nach einem fiktiven Getränk, das in Vabaria, dem ebenfalls fiktiven Handlungsort der Geschichte, getrunken wird) sowie ein Comic-Buch, welches die Handlung nacherzählt. Vertont wurde das Album mit Unterstützung eines Orchesters.
Mit der EP String Theorie, die 2016 erschien, wandten sich ASM wieder ihren Wurzeln im Boom-Bap-Oldschool Hip-Hop zu. Nachdem ASM das Trip-Hop-Trio Chinese Man aus Marseille als Live-MCs auf deren Shikantaza-Tour unterstützt hatten, wurden sie 2019 vom französischen Indipendenent-Label Chinese Man Records unter Vertrag genommen, und veröffentlichten kurz darauf ihr erstes Album auf dem Label, Color Wheel. Diesem folgte im Jahr darauf die nächste Album-Veröffentlichung auf dem Label, Blue Cocoon. Entstanden zur Zeit des Corona-Lockdowns verwendeten ASM hier verstärkt Sample-Mitschnitte und schlugen eine stärker von Soul-Elementen beeinflusste Richtung ein. Zwischen 2021 und 2022 produzierten und veröffentlichten ASM Ōrigin and Juice, begleitet von einer Videoserie auf Youtube, in der sie sich künstlerisch mit Naturwein und europäischer Küche auseinandersetzen.

## Weitere Projekte
Benjamin Bambach ist neben seiner Hip-Hop-Karriere auch Mitbegründer von Makoto Wagyu, einem ökologisch arbeitenden Betrieb für Rindfleisch.
Daneben sind Bambach und Schindler zusammen mit dem Rapper Mattic Teil des Hip-Hop Trios Clouds In A Headlock, welches im April 2020 mit ASMATTIC VOL 1 sein Debüt auf Chinese Man Records veröffentlichte. Außerdem treten sie als Feature bei Künstlern wie Daylight Robbery!, The Waxidermist, Matteo und Antiloops in Erscheinung.
Adam Simmons verfolgt unter dem Synonym Rhino abseits der Gruppe auch eine Solo-Karriere und gründete zusammen mit Blanka von La Fine Equipe das Projekt Jukebox Champions.

## Diskographie
Die Gruppe hat bisher 4 Langspielalben sowie mehrere Singles veröffentlicht und trat u. a. bei Wax Tailor, Chinese Man, Deluxe, La Fine Equipe und Smokey Joe & The Kid als Feature in Erscheinung.

### Alben
- Platypus Funk (2013)
- Crown Yard (2013)
- The Jade Amulet (2015)
- Color Wheel (2019)

### EPs
- String Theory (2016)
- Blue Cocoon (2020)
- Ōrigin and Juice (2022)

### Singles
- Root to the fruit (feat. Wildchild) (2010)
- Higher Horse (2013)
- Dilemma (2015)

#### Blue Cocoon
- Grape (2019)
- Azure (2019)
- Burgundy (2019)
- Vertigo (2019)
- Chekhov (2019)
- Return of the Sabertooth (2020)
- Survival Manifesto (2020)
- You Don't Know (2020)

#### Ōrigin and Juice
- Shank Em (2021)
- Dumplings (2021)
- Tapass (2021)
- Efcharisto (2022)
- Give A Schnitz (2022)
- Pork Belly (2022)